# Anders Olson

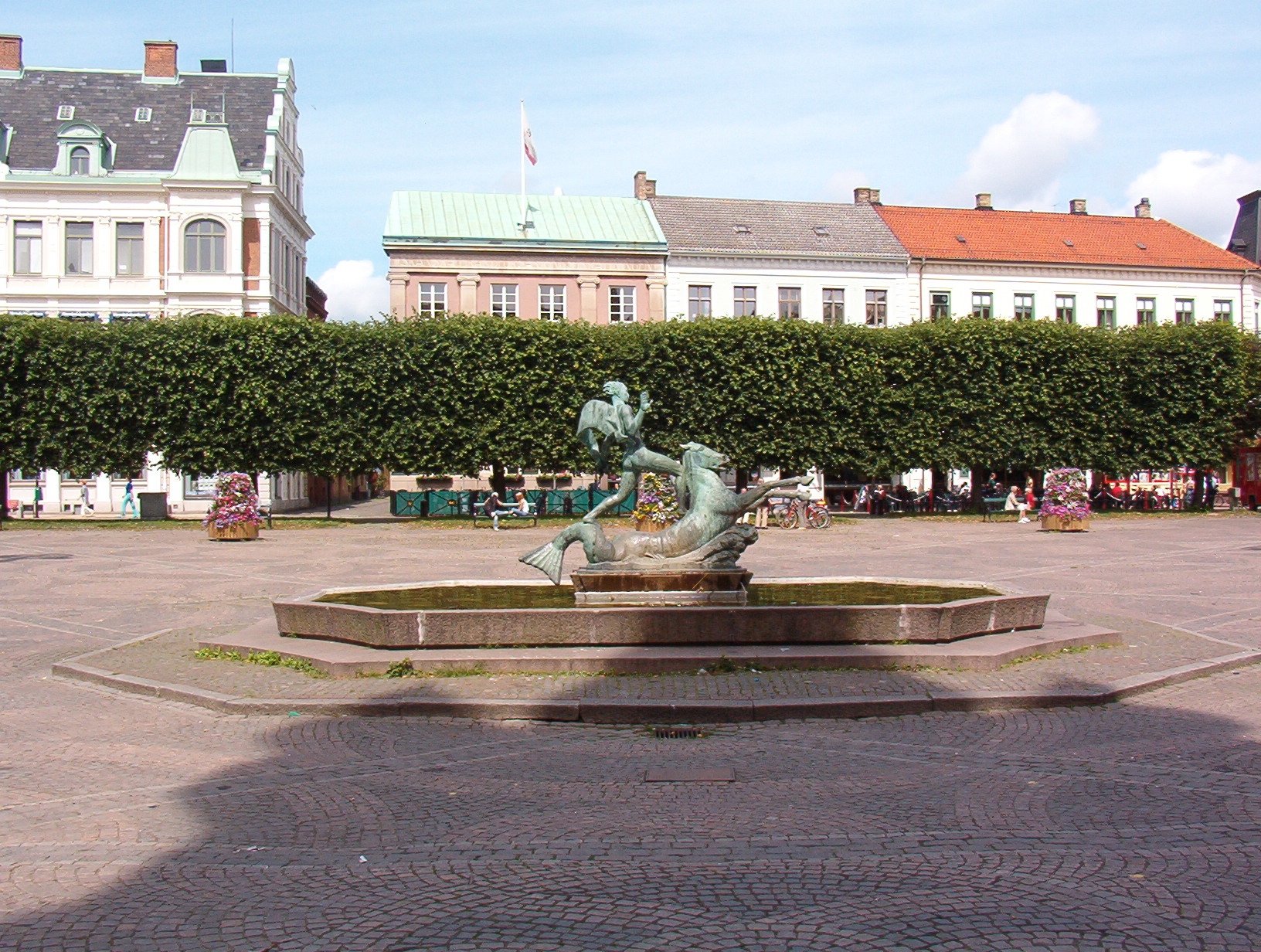
Västanvinden i Landskrona

Anders Olson,  född 9 april 1880 i Rinkaby församling, död 1955 i Malmö, var en svensk målare och skulptör.
Anders Olson studerade vid Tekniska söndags- och aftonskolan i Stockholm, vid Académie Colarossi 1903, i Brygge 1903-1906. Från 1910 var han verksam i Malmö. Bland hans större skulpturarbeten märks Anna-Lisa och Hälsokällan i Malmö, Västanvinden och Kråkbänken i Landskrona, Drufvan i Ängelholm och en torgbrunn i Kristianstad. Olson utförde även den skulpturala utsmyckningen till Lunds domkyrkas restaurerade medeltidsur samt portalbilder till domkapitelhuset. Han modellerade ett stort antal porträttbyster, bland annat av Hans Ramel (på Övedskloster), S. Ribbing och Karl Petrén i Lund. På senare år gjorde han sig känd även som målare, bland annat med motiv från Paris och Skånes sydkust. Han deltog i Baltiska utställningen i Malmö 1914 och visade där skulpturer med övervägande djurmotiv.

## Offentliga verk i urval
- Anna-Lisa (ursprungligen La gamine), brons, 1906 (placerad 1911), Slottsparken i Malmö
- Ulla, granit, 1913 (placerad under 1920-talet), Stadsparken, Eslöv
- Hälsokällan, brons, 1914, gamla entrén till Universitetssjukhuset MAS
- Druvan, brons, 1919, Stadsparken, Ängelholm
- Behag, brons, 1921 (placerad 1930), Ribevägen 1 D, Malmö
- Västanvinden, brons, 1929, Rådhustorget i Landskrona
- Solbad, brons, 1929, Strandpaviljongen i Landskrona
- Sabinskorna rövas bort, brons, 1933, Lilla Torg i Kristianstad
- staty över Nils Månsson, 1937, skolan i Fränninge
- porträtthuvud av Oscar Winge, brons, 1944, foajén till Malmö Stadsteater
- Flicka med orm, granit, 1957, Nils Forsbergs plats
- Lekande björnungar, granit, 1958, Kirsebergsskolans gård, Lundavägen 47, Malmö
- Symfoni, brons, 1959, Köpenhamnsvägen 48, Malmö Olson  finns representerad vid bland annat Nationalmuseum[2] i Stockholm, Norrköpings konstmuseum[3], Malmö museum och  Lunds universitets konstmuseum.[4]

## Fotogalleri

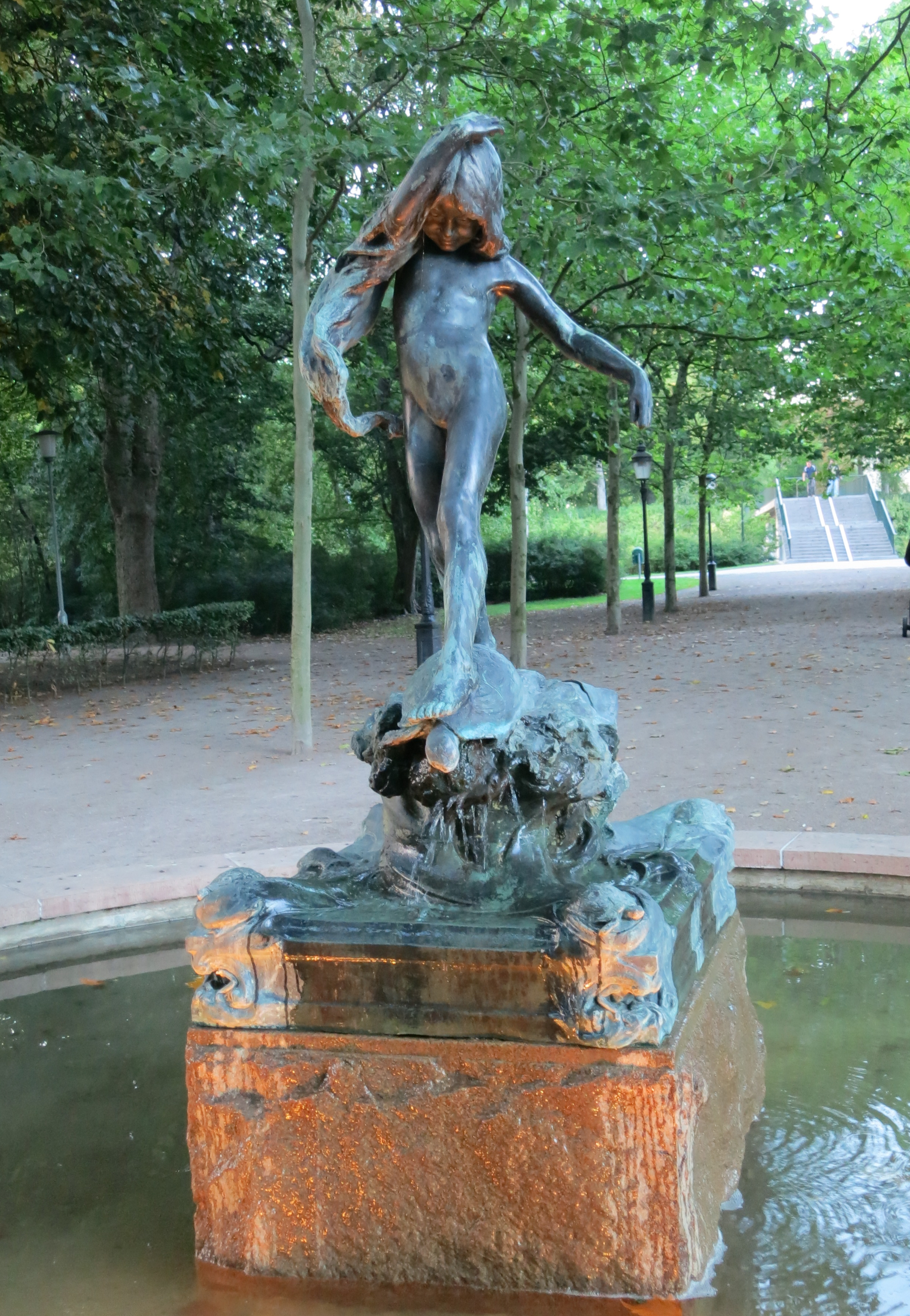
Anna Lisa i Malmö.
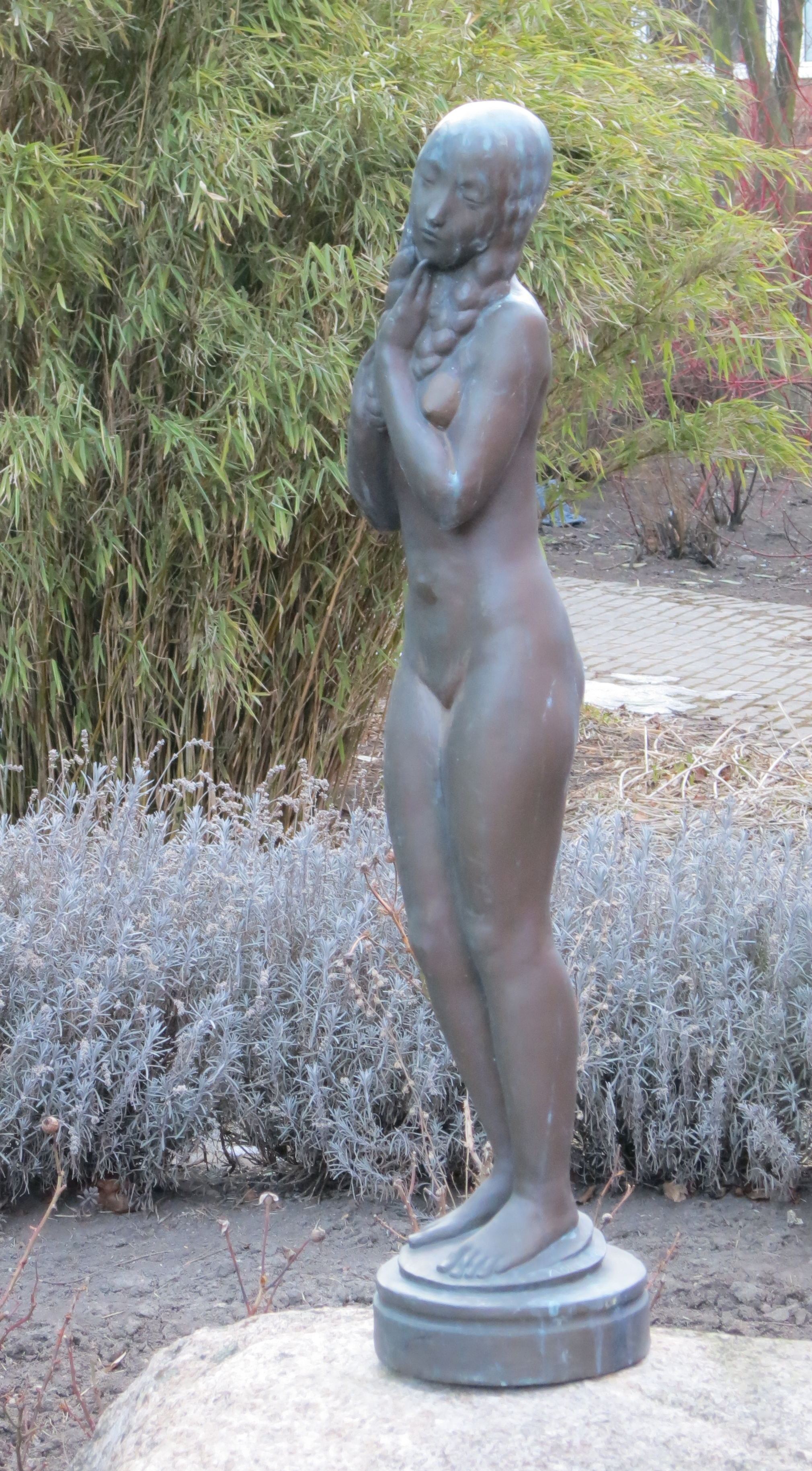
Behag i Malmö.
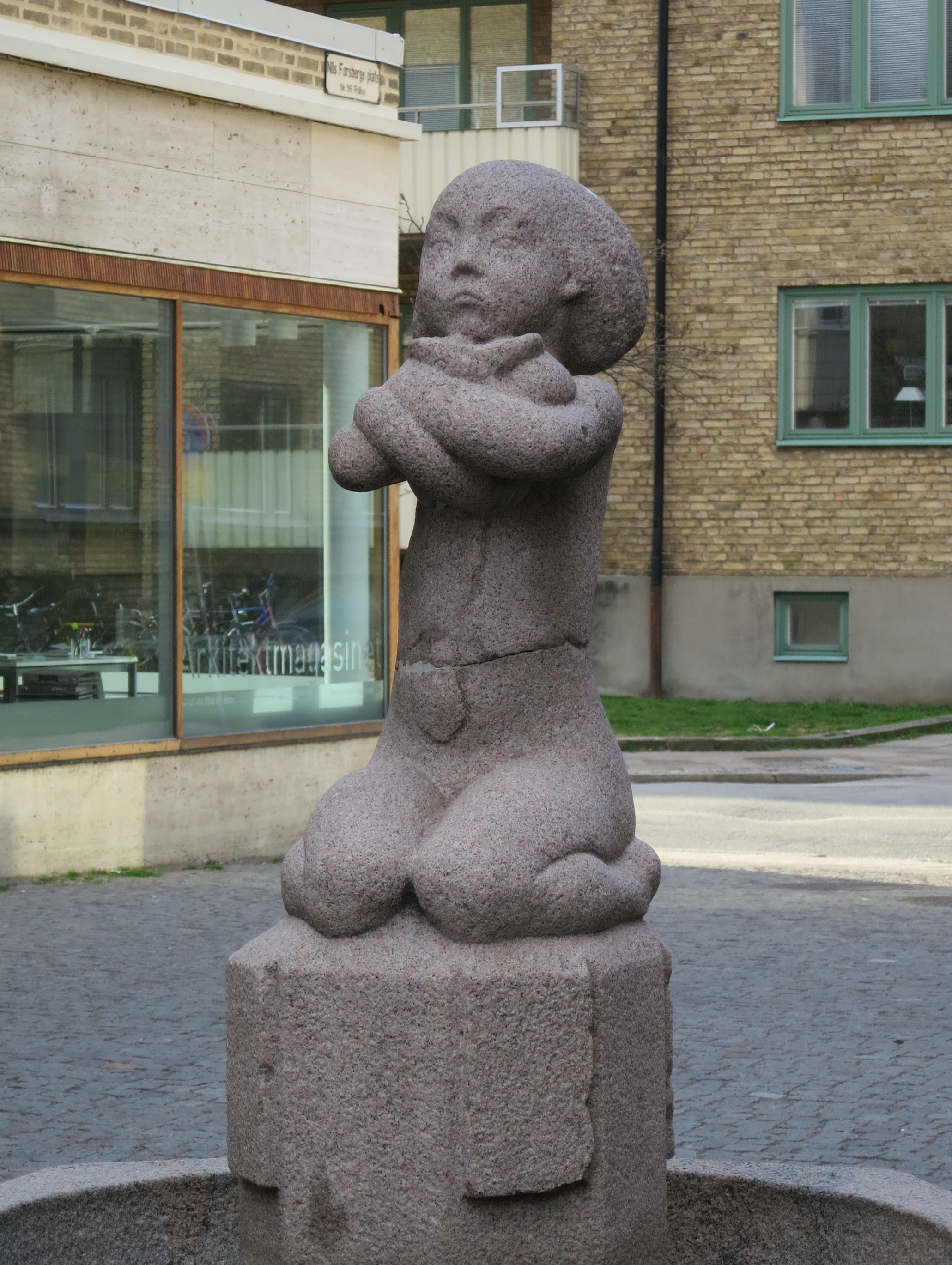
Flicka med orm i Malmö.
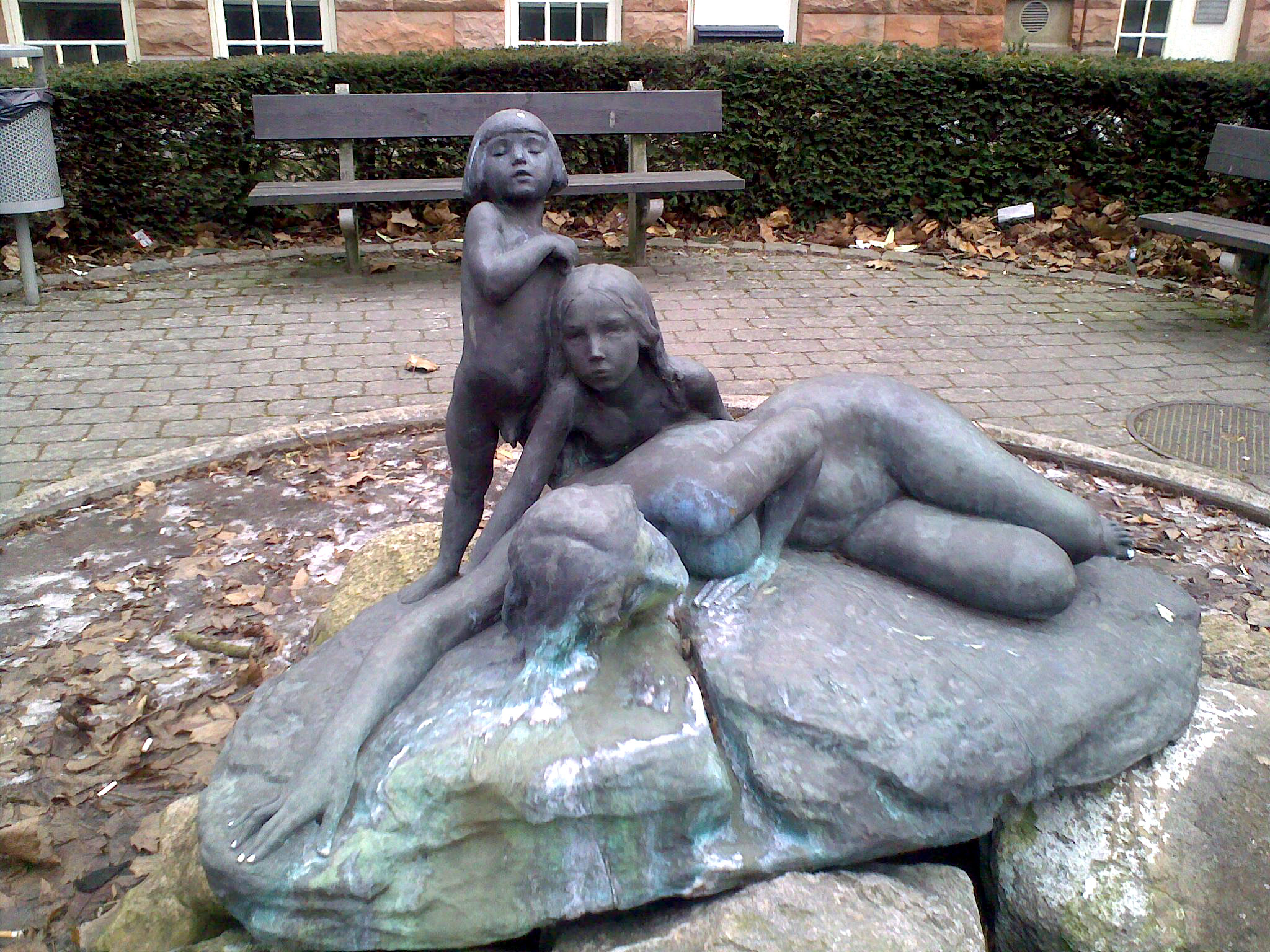
Hälsokällan i Malmö.
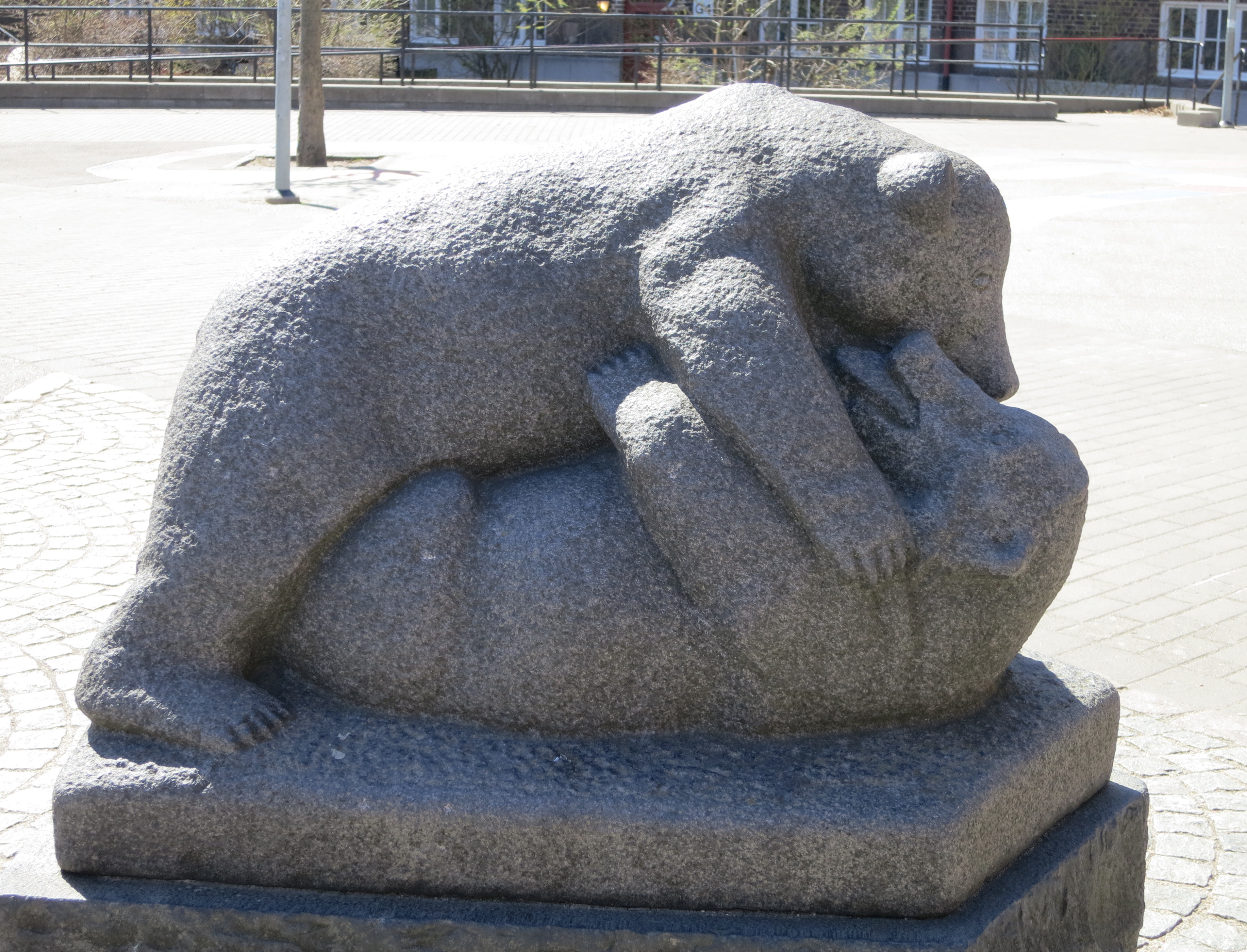
Lekande björnungar i Malmö.
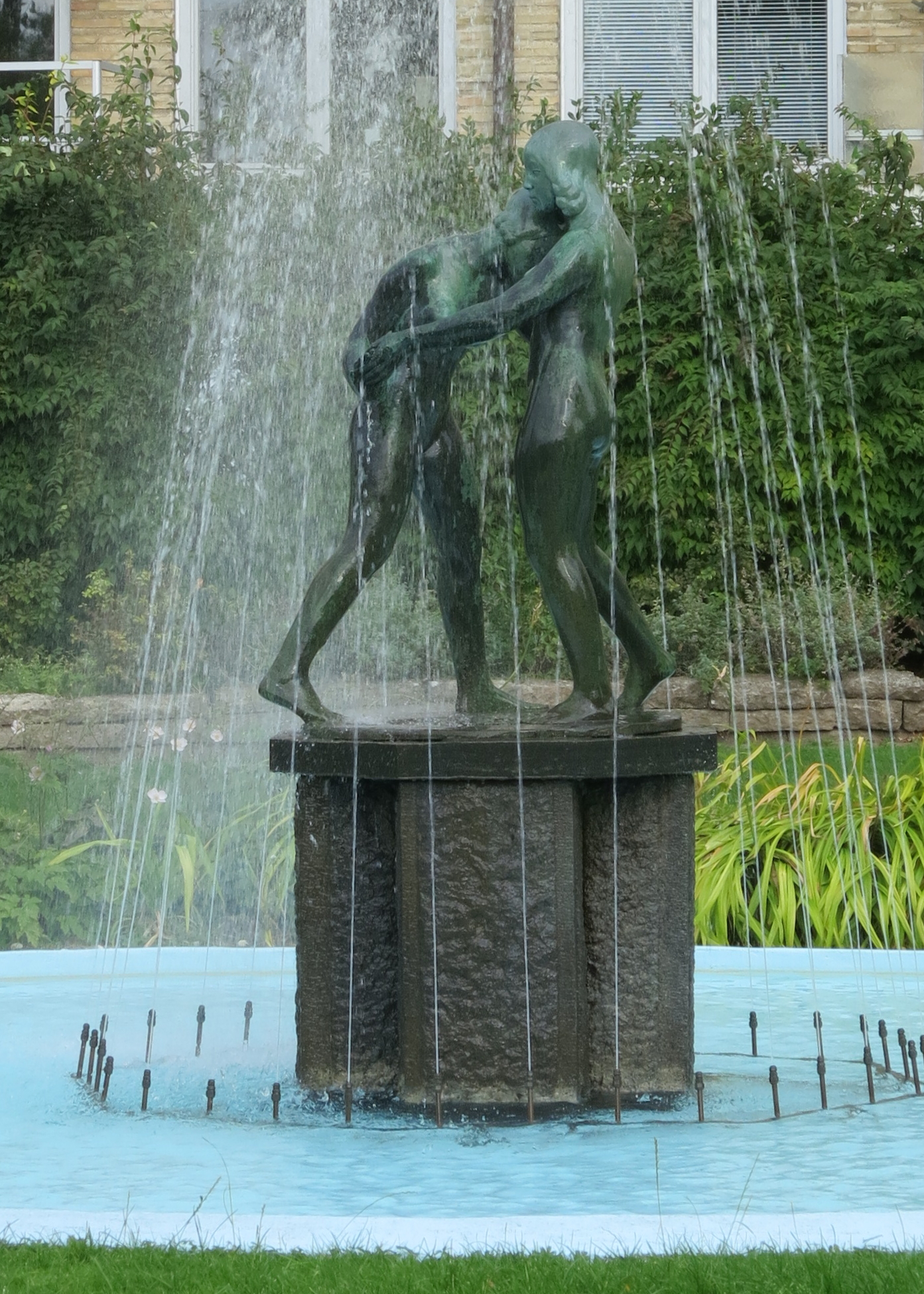
Symfoni i Malmö.
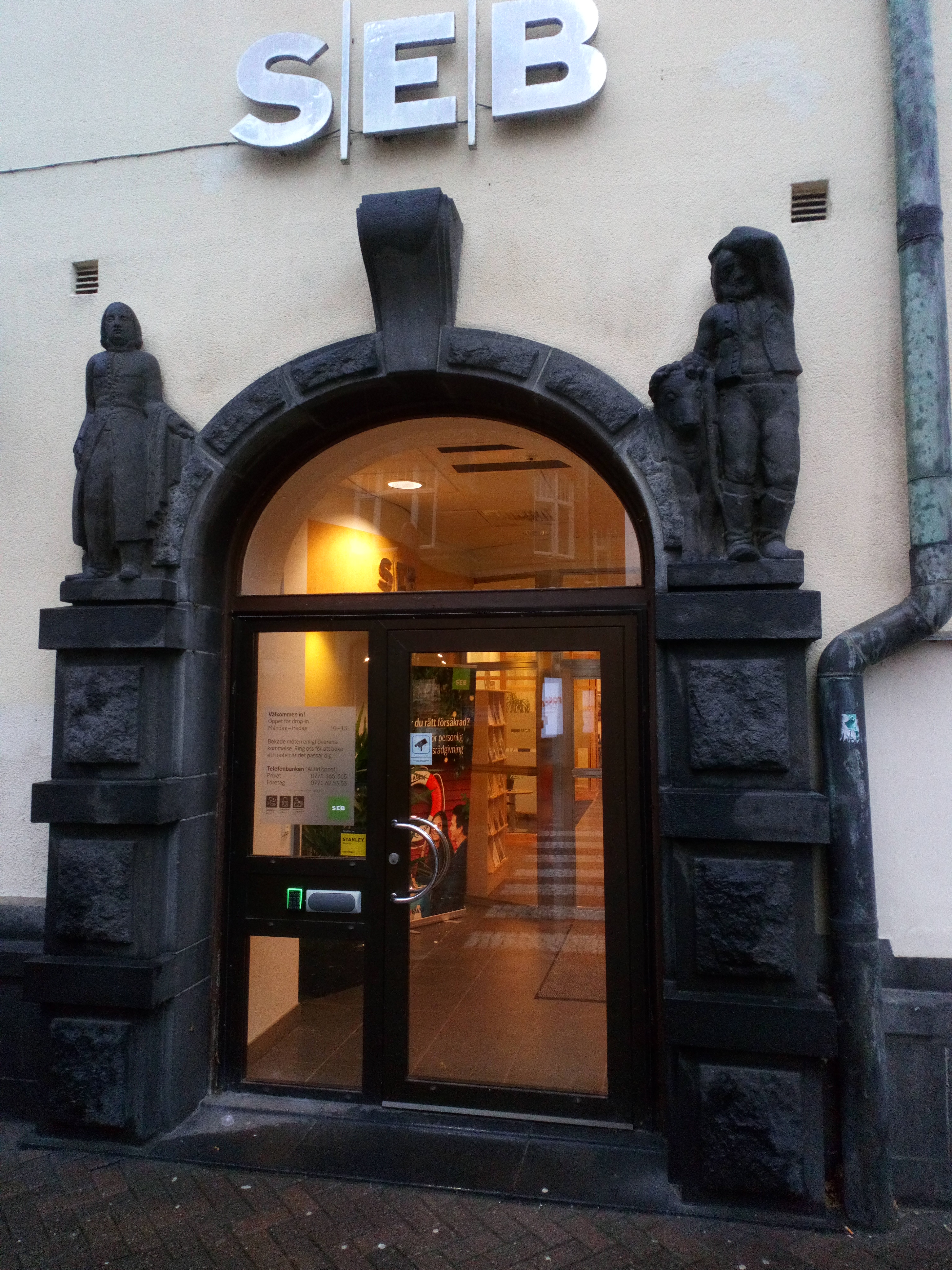
Portalskulptur i Trelleborg